# Zolotè
Zolotè (en ucraïnès: Золотé; en rus: Золотое, Zolotoie, Traducció literal. «Daurat») és una ciutat del raion de Sievierodonetsk de l'óblast de Luhansk a Ucraïna, situada actualment a zona autoproclamada República Popular de Luhansk de la Rússia. Població: 13.203 (2021). La ciutat està formada per pobles que es van fusionar per crear Zolotè. Actualment aquests pobles estan numerats en una seqüència a partir de Zolotè-1 a Zolotè-5. Abans de la creació de Zolotè es deien Karbonit, Rodina, Stakhanovets, Maryvka i Partyzansky.
Durant la guerra al Donbàs, les autoritats ucraïneses van perdre el control de parts de Zolotè davant l'autoproclamada República Popular de Luhansk (LPR). Zolotè-5 (formalment anomenada Maryvka) va passar sota el control total de la LPR. Zolotè-4 (Patrizansky) i Zolotè-3 (Stakhanovets) es van situar a la "zona grisa" entre les parts en conflicte. El 30 de juny de 2018 l'exèrcit ucraïnès va prendre el control total de Zolotè-4, tot i que els activistes ucraïnesos van declarar que la presa de possessió del poble es va fer, ja que segons ells els soldats ucraïnesos estaven a la zona des del 2014
El 7 d'octubre de 2014, per facilitar el govern de l'óblast de Luhansk, la Rada Suprema va fer alguns canvis en les divisions administratives, de manera que les localitats de les àrees controlades pel govern es van agrupar en districtes. En particular, les ciutats de Hirskè i Zolotè i els assentaments de tipus urbà de Nyzhnie i Tóixkivka van ser traslladats del municipi de Pervomaisk al raion de Popasna.
Zolotoie va passar sota el control de la República Popular de Luhansk el 23 de juny de 2022. Es va afirmar que al voltant de 2.000 soldats ucraïnesos estaven envoltats a la ciutat abans de la seva alliberació durant la batalla del Donbàs.

## Demografia
Llengua nativa a partir del cens d'Ucraïna de 2001 (aquesta llista també conté àrees controlades per la República Popular de Luhansk):
- Rus 50,34%
- Ucraïnès 43,93%
- Belarús 0,35%